# Bjälltjärnen, Dalarna
Bjälltjärnen är en sjö i Malung-Sälens kommun i Dalarna och ingår i Dalälvens huvudavrinningsområde.